# 鬼闘光
鬼闘 光（きとう ひかる、1953年11月17日 - ）は兵庫県出身のAV監督、プロデューサー。株式会社アテナ映像常務取締役。本名、高橋松廣。巨乳もののアダルトビデオの第一人者。

## 略歴
明石市にて、着物の染色工程の張り屋を営む貧困家庭の9人兄妹の第6子として生まれる。小学校3年の時、マスターベーションを覚えて夢中になる。高校3年の時、15歳の少女を相手に公園で童貞を捨てる。「こんないいものを何故、早くやらなかったのか、と悔いた」という。
高校卒業後、女性物を扱う洋裁店に入り、デザインを学ぶ。しかし幼馴染のピンク女優と出会ったことから、東京のピンク映画のプロダクションに入社。20歳の時、アテナ映像の前身のプリマ企画に入社し、にっかつロマンポルノの下請けの仕事で助監督を担当。『ワイルドパーティ』『赤坂の女』『高校生芸者』『未亡人下宿』などを手がける。プリマ企画で代々木忠に出会い、代々木作品のチーフ助監督を務め、代々木を「師であり父」と仰ぐに至る。
1981年のアテナ映像発足から同社に参加。1985年に監督デビュー。1986年、『あなたとしたい 菊地エリ』（アテナ映像）でアダルトビデオ初監督。以後、同シリーズを7年間で20本監督する。この間、『団地妻・ONANIE』（1985年）や『ザ・絶頂感』（1986年）といったにっかつ作品をも手がけている。
以来、300本以上の作品を生み出したベテラン。基本的なモットーは「明るくてエッチ」「自分自身が興奮出来る作品作りを」。『ザ・カメラテスト』シリーズでは時にAV男優を兼ねることもある。
私生活では25歳で結婚し、1999年当時には妻と20歳の長男を頭に3児がいた。結婚後、20代後半に3日連続で夢精したことがあるとも語っている。

## 代表作
- 『あなたとしたい』シリーズ
- 『ロマンコレクション』シリーズ
- 『女体解剖』シリーズ
- 『制服ワイセツ』シリーズ
- 『ザ・カメラテスト』シリーズ
- 『美乳BIG3狂宴』シリーズ
- 『罠にハメられた』シリーズ
- 『オッパイ天国コスプレ天国』シリーズ